# Le Carbet
Le Carbet ist eine französische Gemeinde im Übersee-Département Martinique. Sie war bis zu dessen Auflösung 2015 der Hauptort (Chef-lieu) des gleichnamigen Kantons und gehört administrativ zum Arrondissement Saint-Pierre.

## Geschichte
Am 15. Juni 1502 suchte Christoph Kolumbus die Örtlichkeit auf seiner vierten und letzten großen Reise auf. Der Ortsname entstammt der Ortsbezeichnung „Caraïbes“, nach der unter anderem die Fluggesellschaft Air Caraïbes benannt ist.

### Bevölkerungsentwicklung
| Jahr      | 1961 | 1967 | 1974 | 1982 | 1990 | 1999 | 2006 | 2007 | 2011 |
| --------- | ---- | ---- | ---- | ---- | ---- | ---- | ---- | ---- | ---- |
| Einwohner | 3663 | 3364 | 3128 | 2711 | 3014 | 3316 | 3673 | 3722 | 3754 |

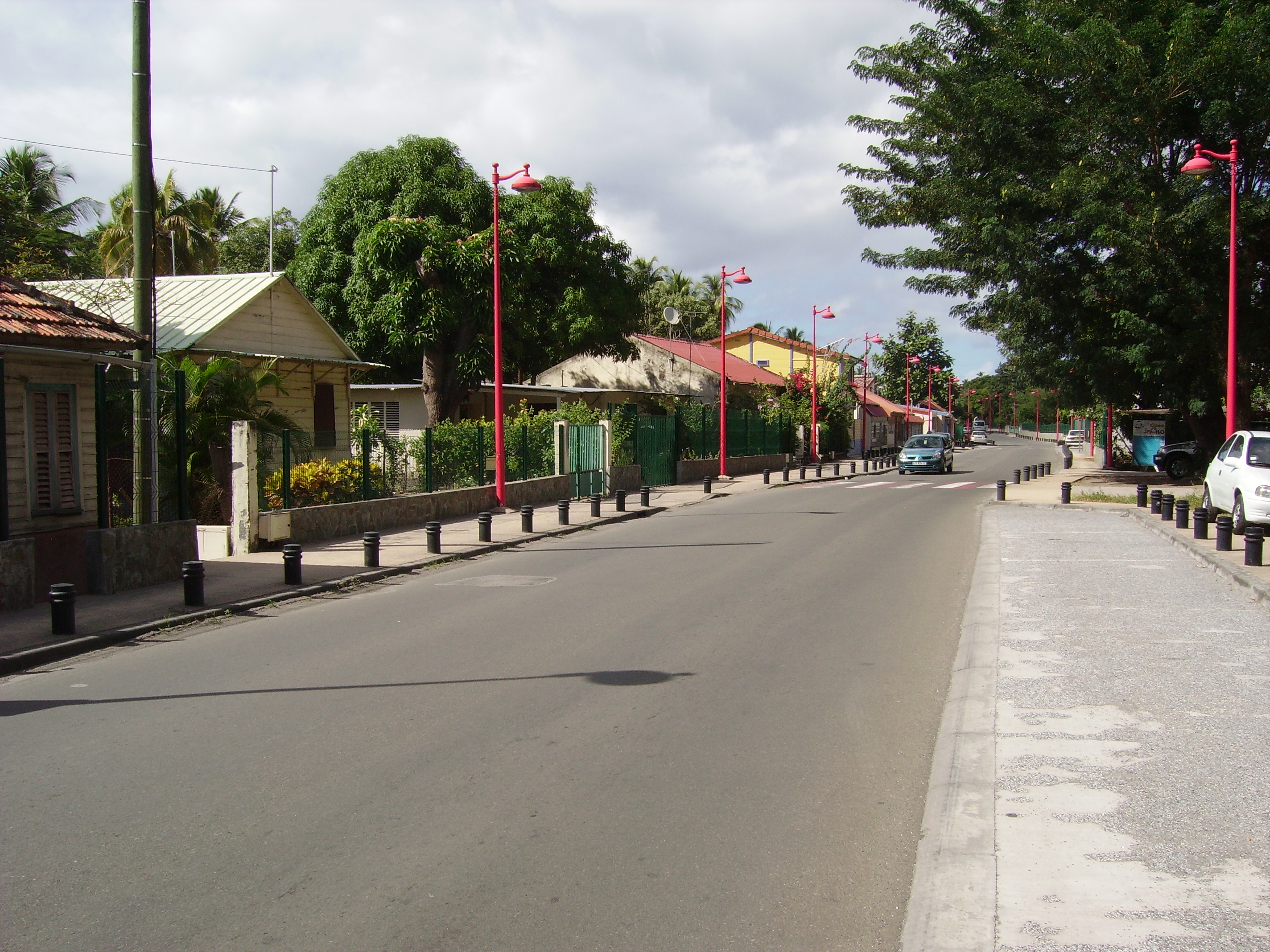
Im Zentrum von Le Carbet
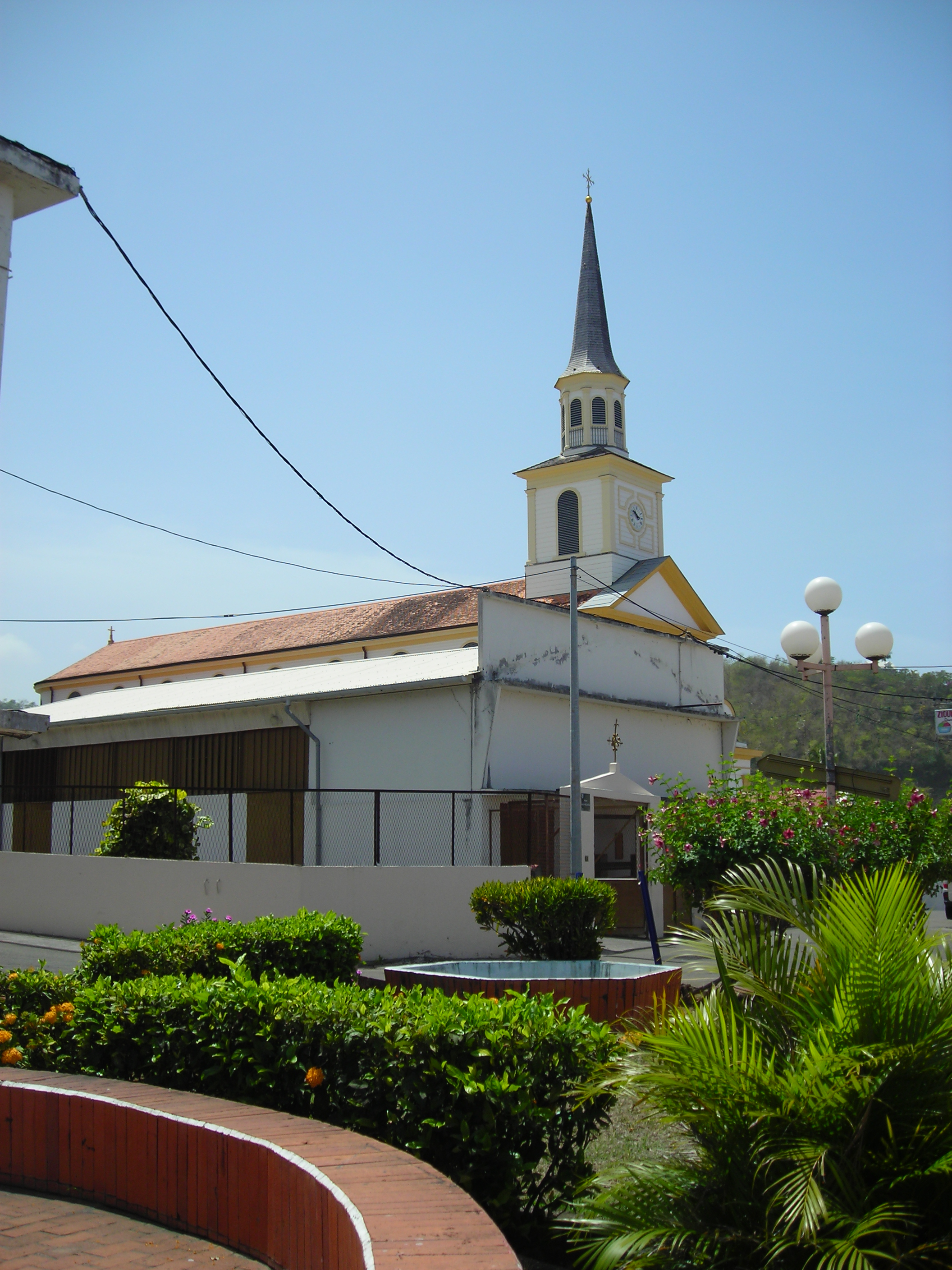
Die Kirche Saint-Jacques von Carbet
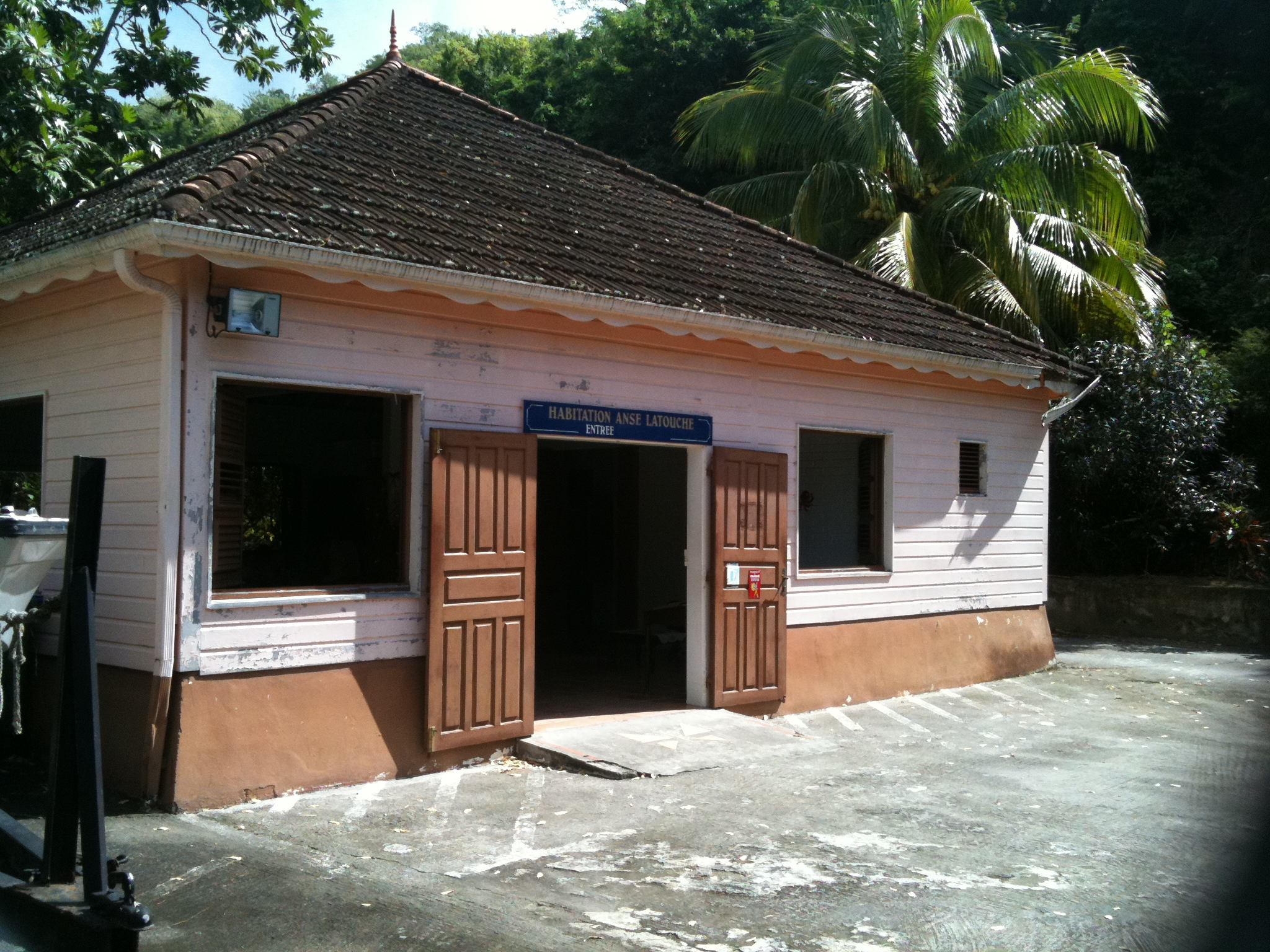
Das historische Gebäude „Habitations ande Latouche“
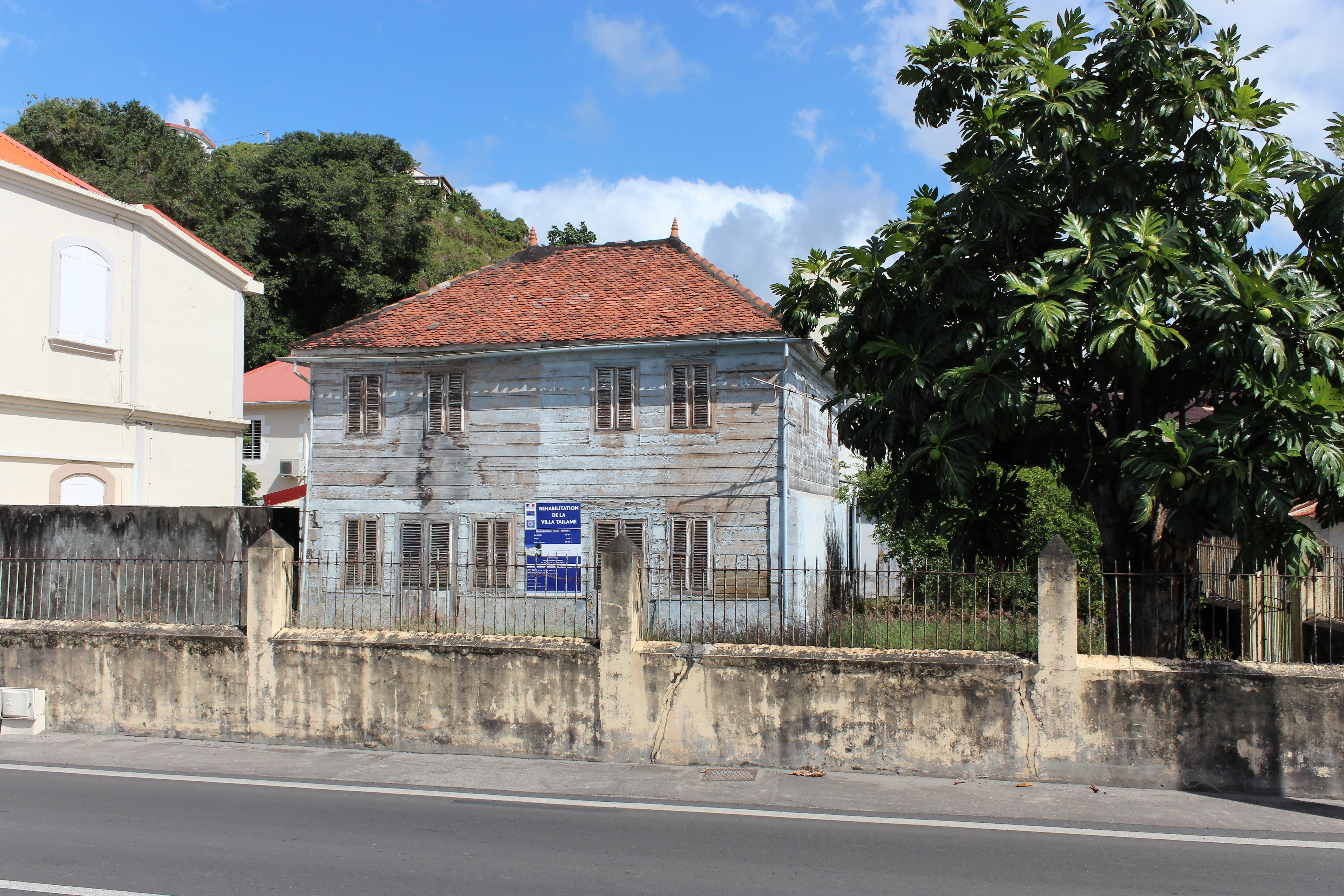
Blick von der Straßenseite auf das Maison Taïlame
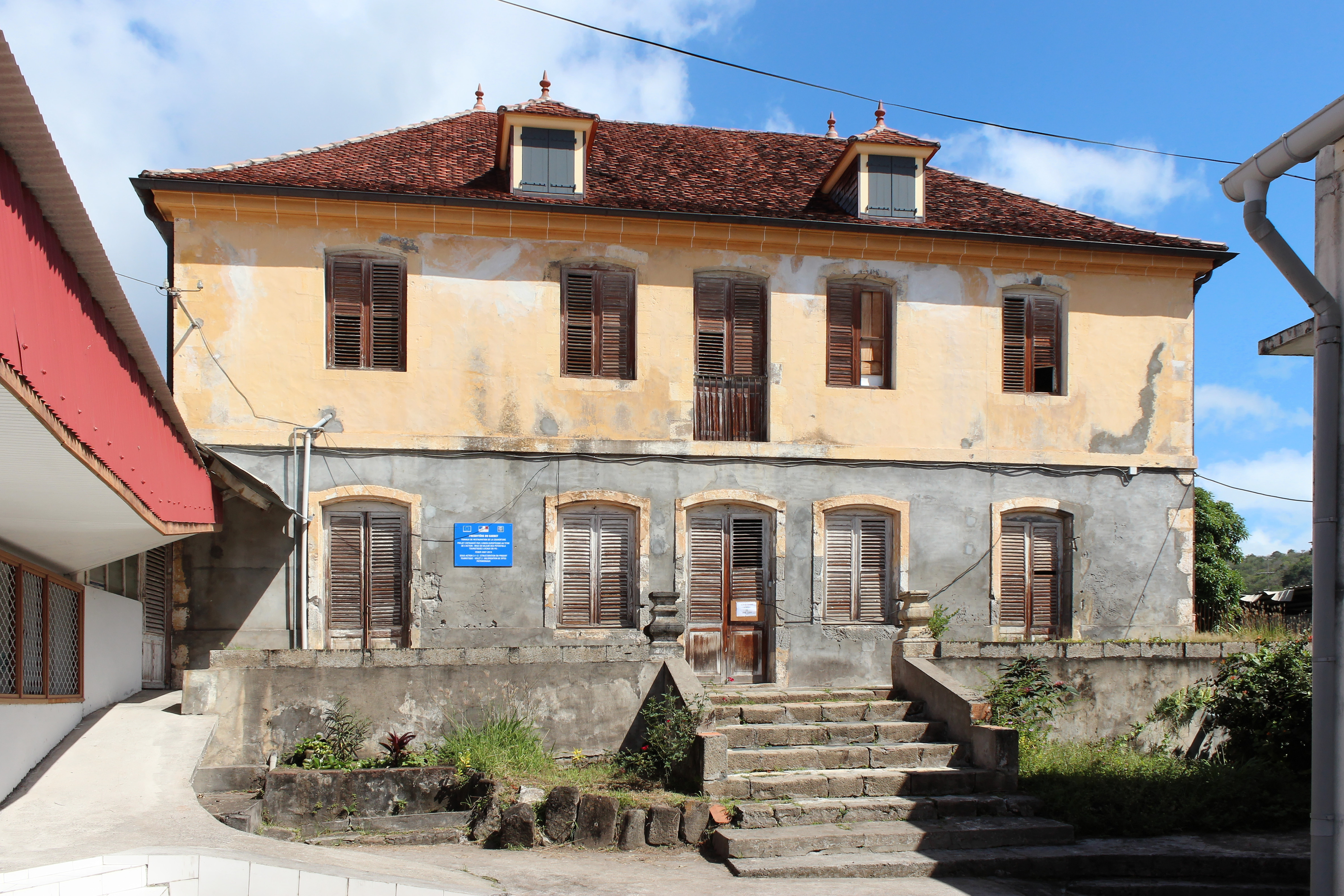
Presbyter von Le Carbet
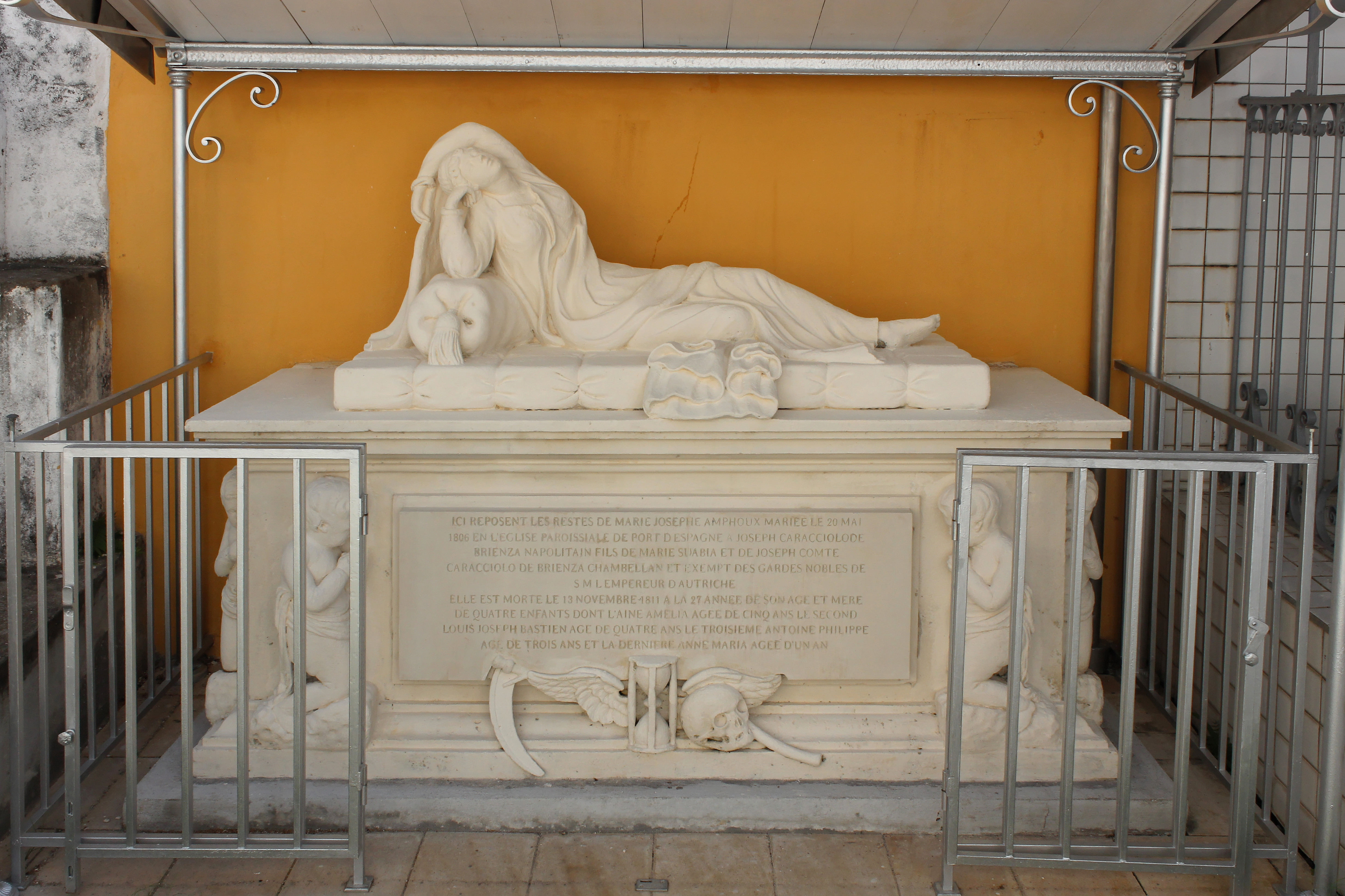
Die Skulptur „Tombeau de la Dame Espagnole“
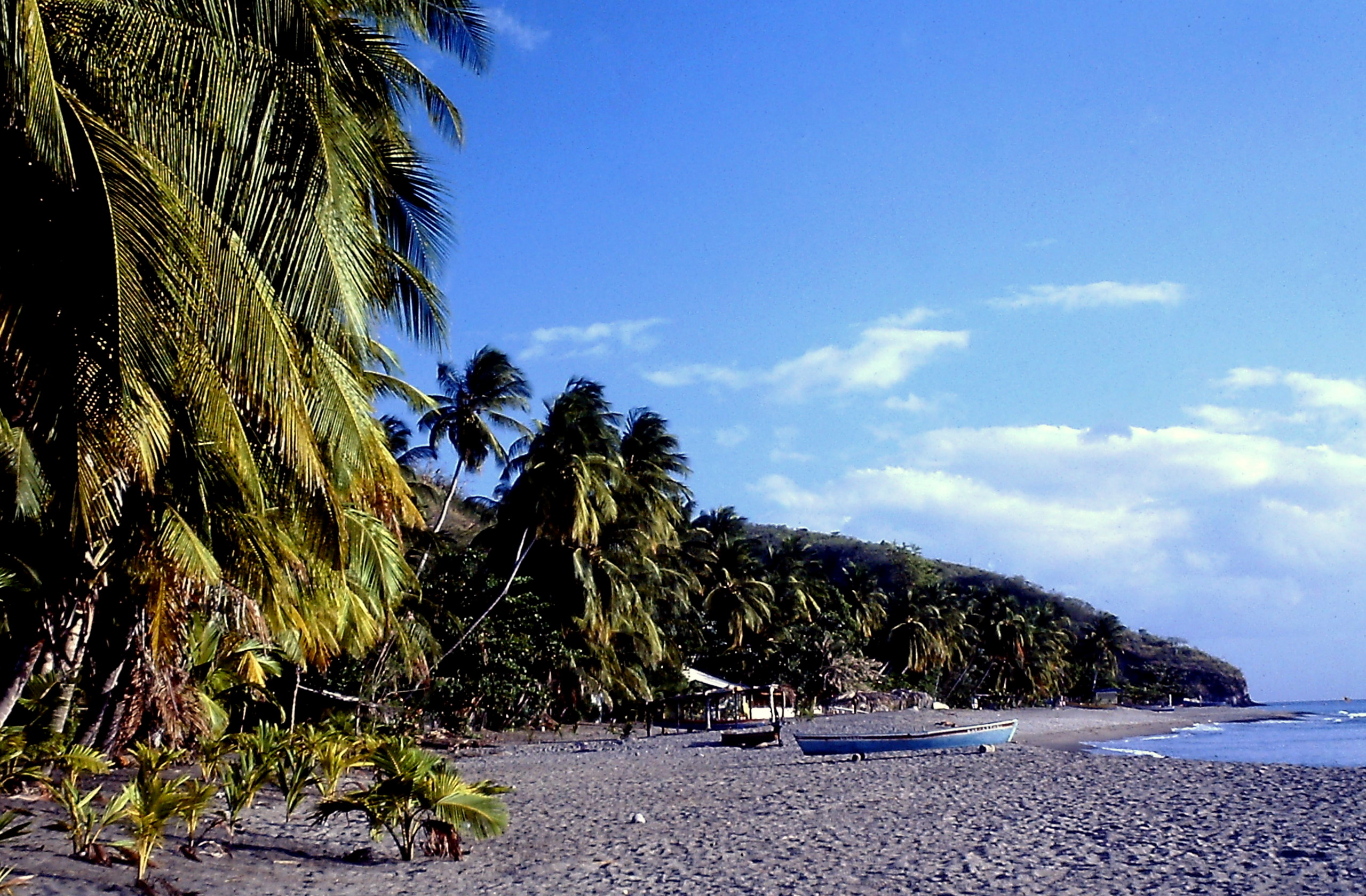
Le Carbet liegt direkt am Karibischen Meer.